# Großsteingrab Wulsbüttel
Das Großsteingrab Wulsbüttel war eine megalithische Grabanlage der jungsteinzeitlichen Trichterbecherkultur bei Wulsbüttel, einer Ortschaft der Einheitsgemeinde Hagen im Bremischen im niedersächsischen Landkreis Cuxhaven. Es wurde im 19. oder frühen 20. Jahrhundert zerstört und besaß sechs Wand- und zwei Decksteine. Über Ausrichtung, Maße und Grabtyp liegen keine näheren Angaben vor.